# Lago Harku
El lago Harku (estonio: Harku järv) es un lago de Estonia situado al oeste de Tallin, en el condado de Harju.

## Galería

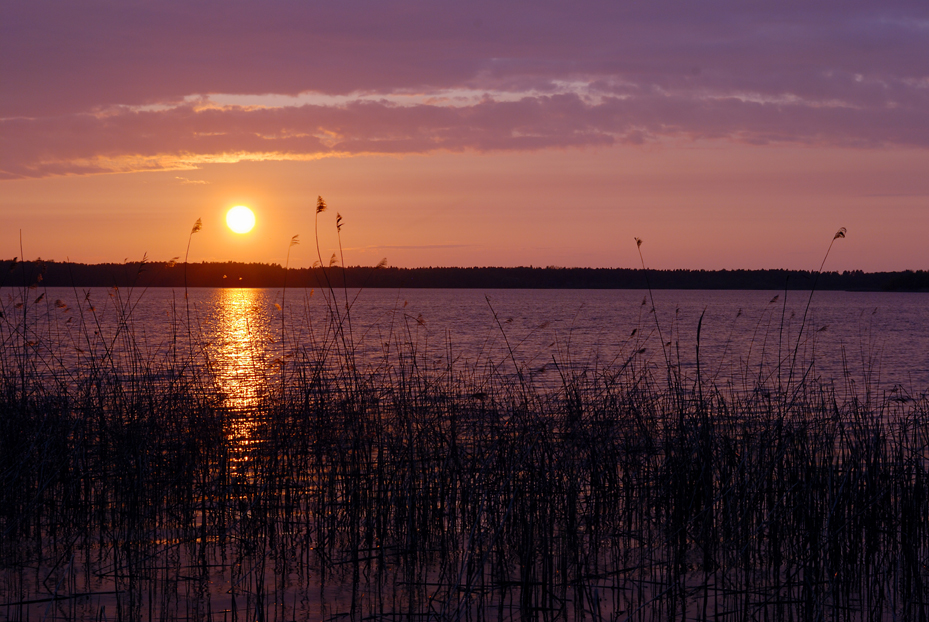
Harku
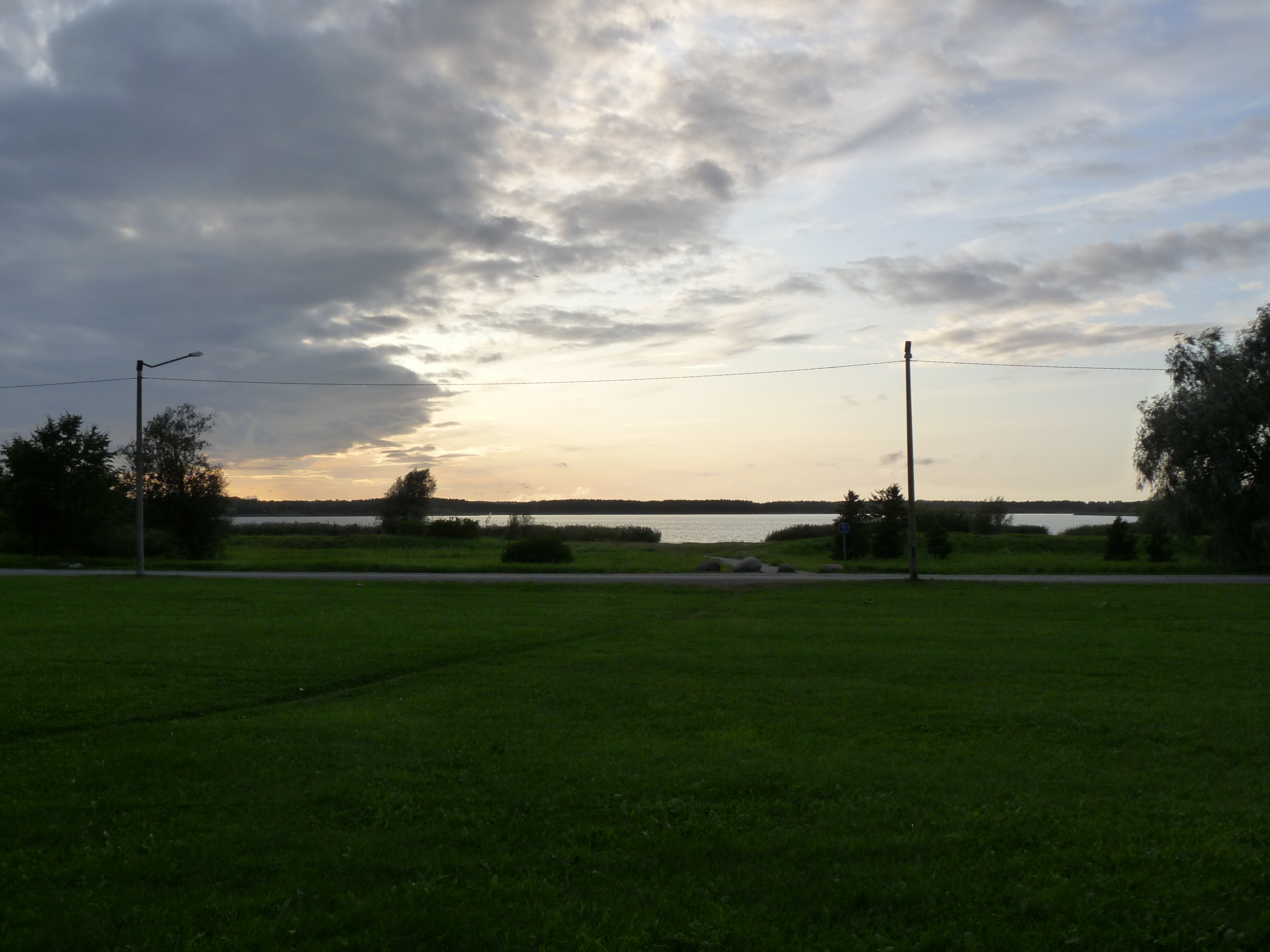
Harku al oeste de Tallinn
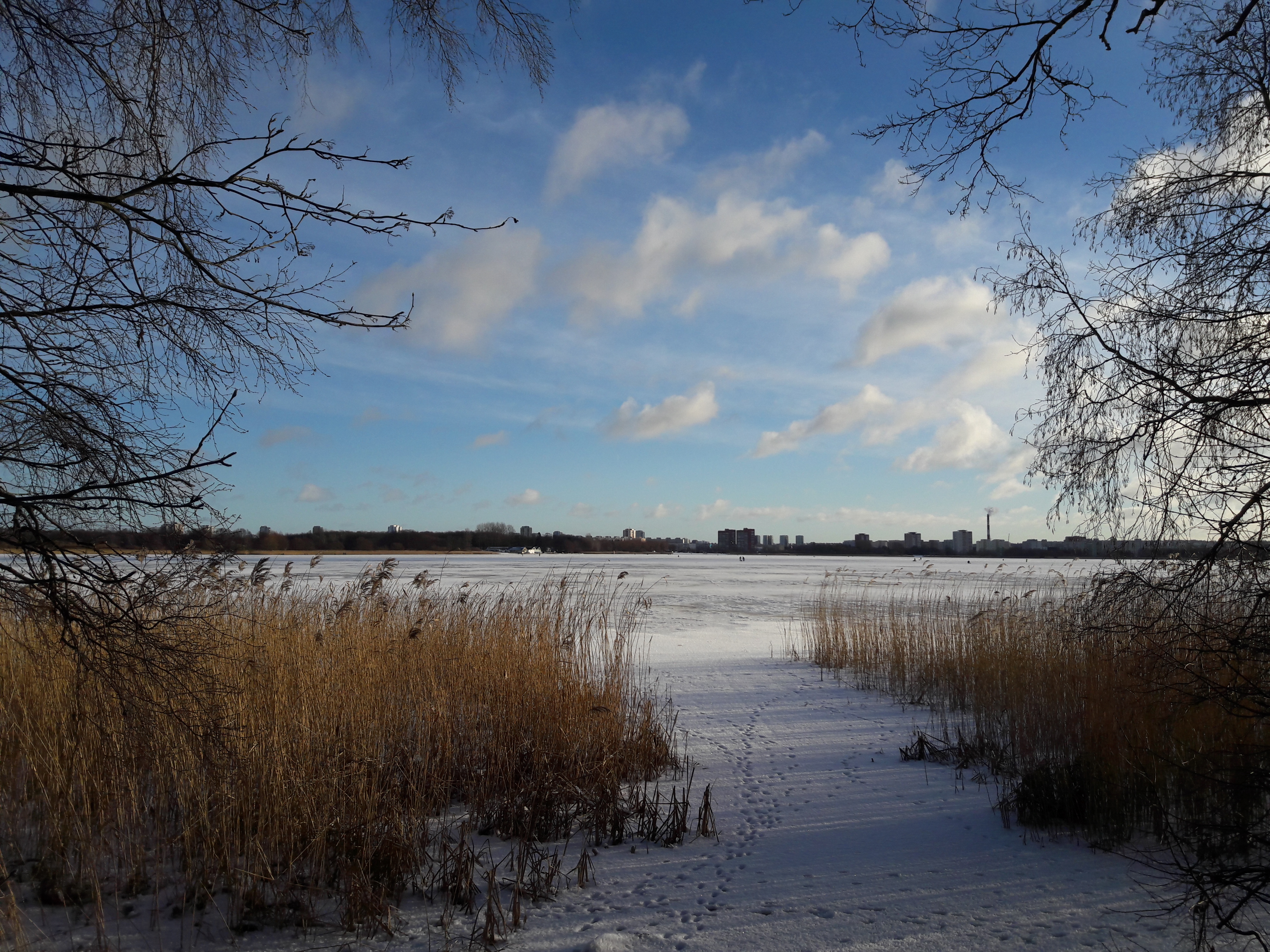